# Ski-Orientierungslauf-Weltmeisterschaften 1998
Die 12. Ski-Orientierungslauf-Weltmeisterschaften fanden vom 19. Januar bis 25. Januar 1998 in Windischgarsten, Österreich statt.

## Herren

### Kurzdistanz
| Platz | Land | Athlet             | Zeit      |
| ----- | ---- | ------------------ | --------- |
| 1     | FIN  | Raino Pesu         | 44:30 min |
| 2     | LTU  | Nerijus Sulcys     | 45:46 min |
| 3     | NOR  | Kjetil Ulven       | 47:29 min |
| 4     | RUS  | Wiktor Kortschagin | 47:50 min |
| 5     | SWE  | Claes Turesson     | 47:58 min |
| 6     | NOR  | Lars Lystad        | 48:05 min |

Titelverteidiger:  Björn Lans

Länge: 10,8 km

Höhenmeter: 270

Posten: 23

Teilnehmer: 73

### Langdistanz
| Platz | Land | Athlet                 | Zeit      |
| ----- | ---- | ---------------------- | --------- |
| 1     | RUS  | Wiktor Kortschagin     | 1:20:38 h |
| 2     | FIN  | Pekka Varis            | 1:20:49 h |
| 3     | ITA  | Nicolò Corradini       | 1:20:50 h |
| 4     | SWE  | Bertil Nordqvist       | 1:20:58 h |
| 5     | FIN  | Raino Pesu             | 1:21:11 h |
| 6     | RUS  | Wladislaw Kormtschikow | 1:22:02 h |

Titelverteidiger:  Nicolò Corradini

Länge: 21,0 km

Höhenmeter: 735

Posten: 16

Teilnehmer: 79

### Staffel
| Platz | Land | Athleten                                                                   | Zeit      |
| ----- | ---- | -------------------------------------------------------------------------- | --------- |
| 1     | RUS  | Nikolai Bondar Eduard Chrennikow Wiktor Kortschagin Wladislaw Kormtschikow | 1:50:50 h |
| 2     | SWE  | Björn Lans Mikael Lindmark Claes Turesson Bertil Nordqvist                 | 1:52:43 h |
| 3     | FIN  | Jukka Lanki Matti Keskinarkaus Raino Pesu Vesa Mäkipää                     | 1:53:59 h |
| 4     | NOR  | Andreas Edvardsen Kjetil Ulven Tommy Olsen Lars Lystad                     | 1:56:52 h |
| 5     | CZE  | Jakub Vodrazka Jaroslav Rygl Jan Pecka Ondrej Vodrazka                     | 1:59:44 h |
| 6     | SUI  | Luc Beguin Peter Mosimann Lukas Stoffel Stefan Lauenstein                  | 2:04:10 h |

Titelverteidiger:  Per-Ove Bergqvist, Mikael Lindmark, Björn Lans, Bertil Nordqvist

Teilnehmer: 15 Staffeln

## Damen

### Kurzdistanz
| Platz | Land | Athlet            | Zeit      |
| ----- | ---- | ----------------- | --------- |
| 1     | SWE  | Annika Zell       | 46:06 min |
| 2     | SWE  | Lena Hasselström  | 47:02 min |
| 3     | FIN  | Liisa Anttila     | 47:17 min |
| 4     | SWE  | Arja Hannus       | 47:28 min |
| 5     | RUS  | Swetlana Haustowa | 48:14 min |
| 6     | FIN  | Terhi Holster     | 48:58 min |

Titelverteidigerin:  Arja Nuolija

Länge: 8,6 km

Höhenmeter: 230

Posten: 23

Teilnehmerinnen: 64

### Langdistanz
| Platz | Land | Athlet            | Zeit      |
| ----- | ---- | ----------------- | --------- |
| 1     | FIN  | Liisa Anttila     | 1:24:27 h |
| 2     | SWE  | Annika Zell       | 1:26:42 h |
| 3     | SWE  | Lena Hasselström  | 1:27:13 h |
| 4     | SWE  | Arja Hannus       | 1:27:13 h |
| 5     | RUS  | Natalja Frei      | 1:29:16 h |
| 6     | RUS  | Swetlana Haustowa | 1:30:34 h |

Titelverteidigerin:  Annika Zell

Länge: 15,6 km

Höhenmeter: 595

Posten: 18

Teilnehmerinnen: 61

### Staffel
| Platz | Land | Athleten                                                | Zeit      |
| ----- | ---- | ------------------------------------------------------- | --------- |
| 1     | FIN  | Mervi Anttila Terhi Holster Liisa Anttila               | 1:09:53 h |
| 2     | SWE  | Annika Zell Arja Hannus Lena Hasselström                | 1:10:48 h |
| 3     | NOR  | Hanne Sletner Valborg Madslien Hilde G. Pedersen        | 1:10:58 h |
| 4     | RUS  | Tatjana Naumowa Natalja Frei Swetlana Haustowa          | 1:11:20 h |
| 5     | EST  | Ruth Vaher Maret Vaher Mall Alev                        | 1:16:09 h |
| 6     | LTU  | Ramunė Arlauskienė Jolanta Vosyliute Vilma Rudzenskaite | 1:16:39 h |

Titelverteidigerinnen:  Ann-Charlotte Carlsson, Erica Johansson, Annika Zell

Teilnehmer: 17 Staffeln

## Medaillenspiegel
| Platz | Land     | Gold | Silber | Bronze | Gesamt |
| ----- | -------- | ---- | ------ | ------ | ------ |
| 1     | Finnland | 3    | 1      | 2      | 6      |
| 2     | Russland | 2    | -      | -      | 2      |
| 3     | Schweden | 1    | 4      | 1      | 6      |
| 4     | Litauen  | -    | 1      | -      | 1      |
| 5     | Norwegen | -    | -      | 2      | 2      |
| 6     | Italien  | -    | -      | 1      | 1      |

## Erfolgreichste Teilnehmer
| Platz | Athlet/in          | Gold | Silber | Bronze | Gesamt |
| ----- | ------------------ | ---- | ------ | ------ | ------ |
| 1     | Liisa Anttila      | 2    | -      | 1      | 3      |
| 2     | Wiktor Kortschagin | 2    | -      | -      | 2      |
| 3     | Annika Zell        | 1    | 2      | -      | 3      |
| 4     | Raino Pesu         | 1    | -      | 1      | 2      |